# براد ديفيس
برادلي جوزيف دافيس (بالإنجليزية: Bradley Joseph Davis)‏ هو لاعب كرة قدم أمريكي في مركز الجناح الأيسر ولد في يوم 8 نوفمبر 1981 في مقاطعة سانت تشارلس في ولاية ميسوري في الولايات المتحدة، يلعب حالياً مع نادي سبورتينغ كانساس سيتي وسبق له اللعب مع نادي هيوستن دينامو و نادي سان خوزيه إيرثكويكس ونادي دالاس ونادي نيويورك ريد بولز، كما لعب مع منتخب الولايات المتحدة لكرة القدم في كأس العالم لكرة القدم 2014 في البرازيل ويبلغ طوله 180 سم.

## روابط خارجية
- براد ديفيس على موقع الاتحاد الدولي (مؤرشف)  (الإنجليزية)
- براد ديفيس على موقع الدوري الأمريكي (الإنجليزية)
- براد ديفيس على موقع قاعدة بيانات كرة القدم.إي يو (الإنجليزية)
- براد ديفيس على موقع ناشيونال فوتبول تيمز (الإنجليزية)
- براد ديفيس على موقع Soccerway.com (الإنجليزية)
- براد ديفيس على موقع عالم كرة القدم.نت (الإنجليزية)
- براد ديفيس على موقع AS.com (الإسبانية)